# Abbo (Töpfer)
Abbo war ein römischer Terra-Sigillata-Töpfer des 2. Jahrhunderts n. Chr.
Abbo fertigte in Tabernae Rhenanae (dem heutigen Rheinzabern) glattes Sigillata-Tafelgeschirr und Modeln für Reliefschüsseln. Seine Ware fand vor allem in rheinischen Militärstationen Verwendung.